# Parnassius labeyriei
Parnassius labeyriei  là một loài bướm sinh sống ở vùng cao ở Trung Quốc. Loài này thuộc chi Snow Apollo Parnassius trong họ Swallowtail (Papilionidae).
Tình trạng phân loài của loài bướm này không rõ ràng. Loài này được mô tả là một loài riêng và quan điểm này đã được duy trì bởi Chou (1994) và Weiss (1992). Các tác giả sau này tin rằng nó tương tự Parnassius maharaja.